# Geheyan-Talsperre
Die Geheyan-Talsperre (chinesisch 隔河岩水坝, Pinyin Géhéyán Shuǐbà) ist eine große Talsperre am Qing Jiang, einem Zufluss des Jangtse in der chinesischen Provinz Hubei.
Das Absperrbauwerk ist im oberen Teil eine Gewichtsstaumauer und im unteren Teil eine Bogenstaumauer, ähnlich wie die Okertalsperre in Deutschland.
Die Bauarbeiten dauerten von 1987 bis 1998. An der Staumauer gibt es eine Schleuse mit den Kammermaßen 240 m × 24 m × 4 m sowie ein zweistufiges Schiffshebewerk mit 42 m und 82 m Hubhöhe für Schiffe bis 300 Tonnen.
Die Talsperre spielte eine wichtige Rolle dabei, das Hochwasser des Jangtse von 1998 abzumildern. 

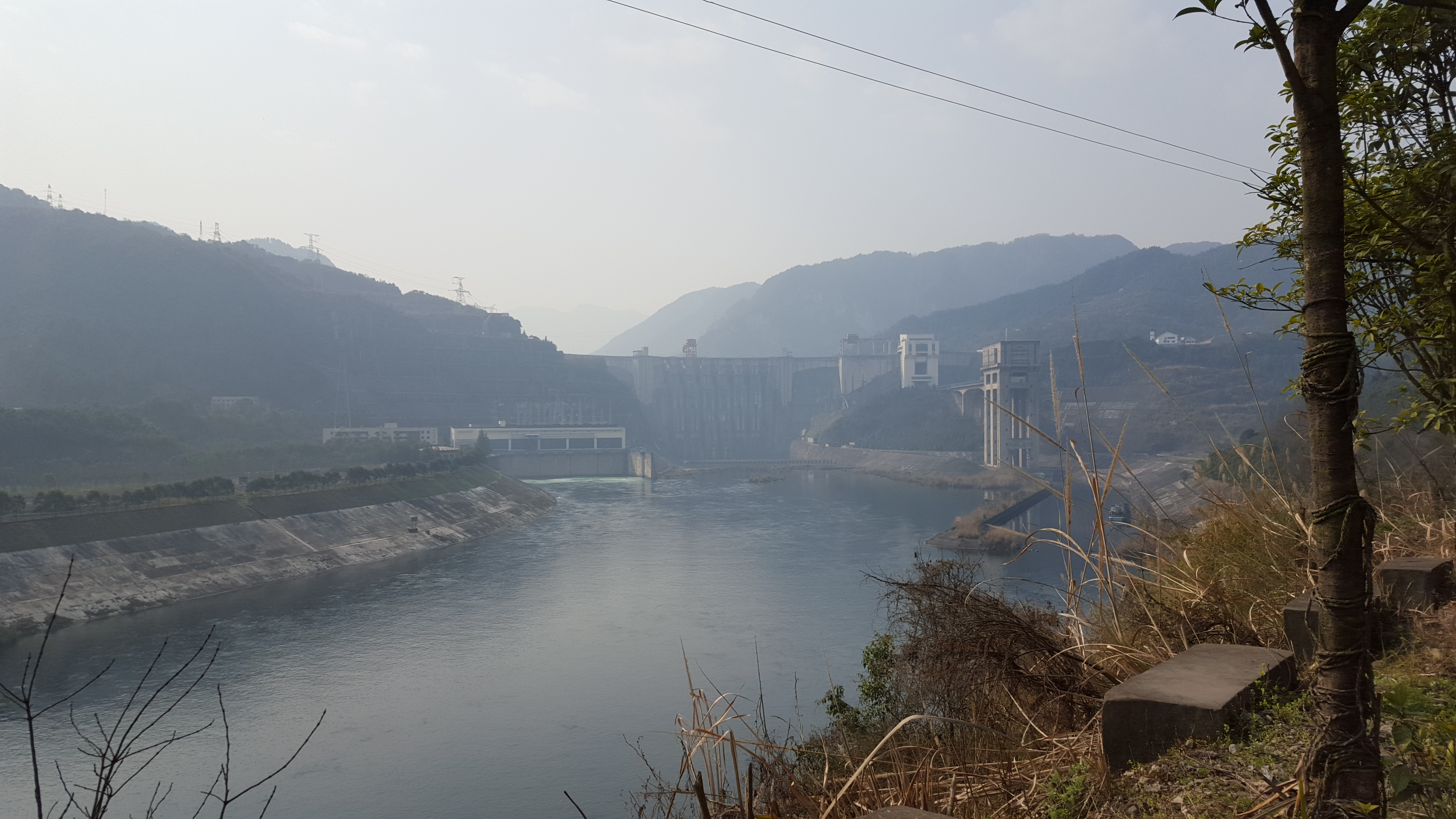
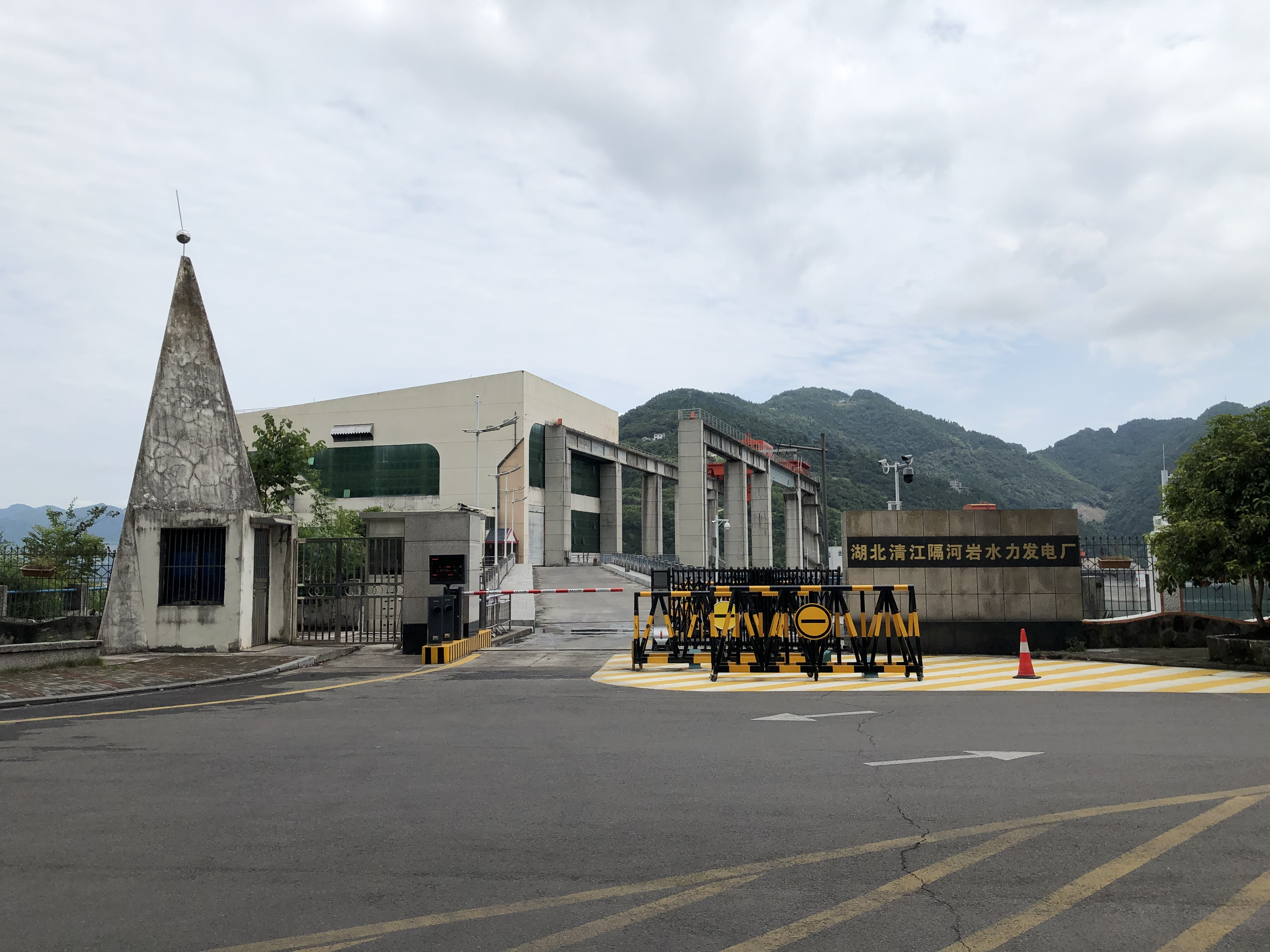